# Thaumastogarypus grandis
Espèce
Thaumastogarypus grandis est une espèce de pseudoscorpions de la famille des Garypidae.

## Distribution
Cette espèce est endémique du Cap-du-Nord en Afrique du Sud. Elle se rencontre vers Steinkopf.

## Description
Thaumastogarypus grandis mesure de 4,8 à 5 mm.

## Publication originale
- Beier, 1947 : Zur Kenntnis der Pseudoscorpionidenfauna des südlichen Afrika, insbesondere der südwest- und südafrikanischen Trockengebiete. Eos, Madrid, vol. 23, p. 285-339 (texte intégral).